# Довжик (Роменський район)
До́вжик —  село в Україні, у Роменському районі Сумської області. Населення становить 75 осіб. Входить до складу Синівської сільської громади.
Після ліквідації Липоводолинського району 19 липня 2020 року село увійшло до Роменського району.

## Географія
Село Довжик розташоване за 3 км від лівого берегу річки Грунь та за 2 км від села Великі Будища Полтавської області.
По селу тече струмок, що пересихає із загатою.

## Історія
- Село постраждало внаслідок геноциду українського народу, проведеного урядом СРСР 1923-1933 та 1946-1947 роках.